# Maximí d'Ais
Maximí d'Ais (Betània, segle I - Ais de Provença, segona meitat del segle I) és un personatge llegendari que, segons la tradició va acompanyar Maria Magdalena en el seu llegendari viatge a la Provença i va ésser el primer bisbe d'Ais. És venerat com a sant per l'Església catòlica. La figura, probablement, es basa en la del bisbe real Maximí de Trèveris.
Al llarg de l'Edat mitjana, es va desenvolupar, al sud de França, una tradició al voltant d'un suposat viatge de Maria Magdalena, Marta i Llàtzer de Betània, que s'hi establirien a la zona d'Ais de Provença. Segons aquesta tradició, Maximí era un dels Setanta deixebles (tot i que no figura en les llistes habituals d'aquests deixebles), intendent de la família de Llàtzer, Maria i Magdalena a Betània. Mort Crist, van veure's amenaçats i van fugir de Palestina, els tres germans, Maximí, la serventa Marcel·la, Celidoni, Josep d'Arimatea, Tròfim d'Arle i altres deixebles de Crist. Van embarcar-se en un vaixell miraculós que, sense timó ni veles, va travessar la Mediterrània fins a arribar a les Santes Maries de la Mar (Provença), prop d'Arle, on va aturar-se.
Era l'any 48; mentre Llàtzer va anar a predicar a Marsella, Marta i Marcel·la van anar a Tarascó, Tròfim a Arle i Maria s'hi va fer eremita, i es va retirar a una cova de les muntanyes de la Santa Bauma. Maximí hauria anat a Ais de Provença, on va predicar i fundar una capella dedicada al Salvador (que avui és la catedral d'Ais) i va esdevenir bisbe de la ciutat. Hi va rebre la visita de sant Alexandre de Brescia, que va veure reforçada la seva fe. Sentint-se morir, la Magdalena va demanar l'última comunió i uns àngels la van portar amb Maximí, que anava a trobar-la i estava a mig camí de la cova on vivia i d'Ais; Magdalena es va confessar i va combregar i Maximí l'a va assistir en els seus últims moments, ja que morí. La hi va sebollir i sobre la seva tomba edificà una capella, origen d'una basílica i de la vila de Sant Maissemin de la Santa Bauma, lloc de pelegrinatge a la suposada tomba de la santa.
Quan Maximí anava a morir, demanà d'ésser enterrat a la vora de la tomba de Maria Magdalena. Va morir un 8 de juny, dia de la seva festivitat litúrgica, i va ésser succeït per Sidoni d'Ais. A la cripta de la basílica de San Maissemin hi ha un sarcòfag romà del segle iv atribuüit a sant Maximí, juntament amb els de Marcel·la, Susanna i Sidoni, i el de Maria Magdalena.